# ハレルヤ -運命の選択-
『ハレルヤ -運命の選択-』（ハレルヤ うんめいのせんたく）は、XFLAGのゲームアプリ『モンスターストライク』を原作とする日本のWebアニメ作品。

## 概要
2020年9月28日19:00にYouTubeモンストアニメ公式チャンネル、Twitter Live、ABEMA『ABEMAアニメ2チャンネル』でプレミア公開。モンスターストライクアニメ（モンストアニメ）番外編として配信されたWebアニメーションで、エンディング選択型WEBアニメーションと題し配信中の選択肢でその後のストーリーが分岐する。モンスト内でもハレルヤが新限定キャラとして登場し、『超・獣神祭』開催中のイベントクエストでも紅蓮と暁が超究極クエストで登場。
約30分の本編の動画視聴後に「暁の手を取る」か「暁を止める」の二つの選択肢が表示され、「暁の手を取る」でハレルヤが進化する『変革の狂熱』に、「暁を止める」でハレルヤが神化する『決意の夜明』に分岐する。本編のエンドカードを使って分岐するため、使用ソフトやアプリによっては正常に動作しない場合がある。

## 登場人物
ハレルヤ
声 - 花江夏樹
クラウンのメンバー。誕生日3月14日。暁と共に孤児院「児童館」で育った優しい性格だが、かつて児童館で起きた火事で凪を守るのを躊躇ったのが原因で彼女に大火傷を負わせてしまった事に強い後悔と自責の念を抱いており、暁との「守る」という約束を守り続けている。
ヤマトタケルの力を身に宿し、雨雲を操るリンクスを持つ。『変革の狂熱』で紅蓮と対立し暁と共に政府の不正と戦う決意をした場合、龍のオーラを纏った姿に進化し、ラストでは暁と共に指名手配された。『決意の夜明』で暁と対立し共生と調和の世界を目指す覚悟を選んだ場合は、剣の形状と化した力に神化し、ラストではクラウンの新たなリーダーとなった。
暁（あかつき）
声 - 八代拓
クラウンのメンバー。誕生日6月16日。児童館で育ったハレルヤの幼馴染で彼を『ハル』と呼んでいる。シュラと同様に力で何とかしたいと考えている。
ツクヨミの力を身に宿し、月の引力を用いて重力を自在に変化させるリンクスを持ち、巷では『重力の子』と呼ばれている。作戦中は機械で出来たマスクで口を覆い、球体状の武具を複数出現させ重力を操る。『決意の夜明』でハレルヤと対立しシュラの敗北によるリンクスの消滅を目の当たりにした怒りで覚醒した際は、月の武具を鎌状に変形させ、赤く染まった巨大な月を召喚した。
紅蓮（ぐれん）
声 - 長谷川育美
クラウンのリーダーの女性。誕生日は8月7日。保守的な考えを持ち終盤でシュラと対立する。
イザナミの力を身に宿し、治癒のリンクスを持つ。『変革の狂熱』において隠されたもう一つの力では相手のリンクスの能力を奪う力を持ち、シュラのリンクスを奪った。
シュラ
声 - 熊谷健太郎
クラウンの実質的なリーダー。腐った政府のやり方に反発する。
イザナギの力を身に宿し、雷のエネルギーを操るリンクスを持つ。『変革の狂熱』では紅蓮の隠されたリンクスの能力によって自身のリンクスを吸収され敗北し、『決意の夜明』では暁と共にハレルヤ・紅蓮と対決するも、途中でリンクスの限界が来てしまい敗北した。
凪（なぎ）
声 - 富田美憂
ハレルヤと暁の幼馴染で、リンクスの能力を持たない一般人。
シスターマリー
声 - 鈴木絵理
クラウンのメンバー。シスター姿の過激なDJで人気を集める。
ジャガー
声 - 松風雅也
冒頭で起こした銀行強盗のリーダー。アメノウズメの力を身に宿すリンクスを持つ。ミュージシャンで昔は慈善事業をしていた優しいグループだった。
マシンスピード先輩
声 - 鈴村健一
クラウンのメンバー。
コング
声 - 前田弘喜
クラウンのメンバー。
能力者姉妹
声 - 石上静香
クラウンの双子のメンバー。名前は不明。
深町
声 - 加藤康之
国会議員。新・国会議事堂を建設し高次元のエネルギーを利用しようと企む。
オラゴン
声 ｰ 福島潤
冒頭とラストに登場。

## 用語
大停電
本作から1年前に東京で起こった謎の大災害。これにより東京は無政府状態となり、同時にリンクスという謎の能力者も生み出す切っ掛けともなった。
リンクス
大停電以降、東京内で若者だけが発現する異能力。スマホによって能力が発動され、人々からグッジョブを集めることにより力が上がる。25歳以降には確認されておらず、加齢によりいずれ失われる能力だとされている。何らかの状況により能力を失った場合は心が凍り意識が戻らない状態となってしまう。
日本神話に関係しているとも高次元に関係しているとも言われるが詳しくは明かされていない。
クラウン
紅蓮（実質的にはシュラ）をリーダーとするリンクス能力者集団の1グループ。パフォーマンスにより人気を集めている。
新・国会議事堂
東京の高次元のエネルギーを変換する新エネルギー変換装置。

## スタッフ
- 原案・製作 - XFLAG
- 監督 - 亀井幹太
- 脚本 - 上江洲誠
- コンテ・演出 - 亀井幹太、白井宏旨
- キャラクターデザイン - 斉藤健吾
- 美術デザイン - 片貝文洋
- 美術監督 - 三宅昌和
- 色彩設計 - 小島真喜子
- 撮影監督 - 林コージロー
- 編集 - 吉武将人
- 音響監督 - 明田川仁
- 音楽 - 横山克
- クリエイティブディレクター - 砂村哲平
- クリエイティブプロデューサー - 加藤博昭
- 制作 - 横浜アニメーションラボ

オラゴンパート
- 監督 - 荒牧俊裕
- 脚本 - 本田雅也
- アニメーション制作 - MARZA

## 主題歌
「Missing angel （acoustic ver.）」
作詞・作曲 - Faith、Maica_n / 編曲 - 小田原豊、草刈浩司  /歌 - Maica_n
『決意の夜明』編エンディングテーマ。
「Missing angel （rock ver.）」
作詞・作曲 - Faith、Maica_n / 編曲 - SUNNY  /歌 - Maica_n
『変革の狂熱』編エンディングテーマ。